# Ramiro Blacut
Ramiro Blacut Rodríguez (La Paz, 3 de janeiro de 1944 – 12 de agosto de 2024) foi um futebolista e treinador de futebol boliviano. Jogou como atacante.

## Carreira de jogador
Revelado pelo Bolívar em 1959, Blacut (também grafado como Blacutt) estreou profissionalmente em 1963, defendendo o Ferro Carril Oeste, permanecendo por 2 anos no clube argentino.
Em 1965, teve uma curta passagem pelo Bayern de Munique, tendo conquistado uma Copa da Alemanha no ano seguinte. Sem ter atuado em partidas oficiais, Blacut voltaria ao Bolívar, onde destacou-se em seis anos, conquistando dois campeonatos bolivianos. Antes de encerrar a carreira, em 1974, o atacante vestiria as camisas de FBC Melgar e The Strongest, onde parou de jogar aos trinta anos.
Pela Seleção Boliviana, Blacut atuou entre 1963 e 1972, disputando 23 jogos e marcando 3 gols. Fez parte do elenco que sagrou-se campeão do Campeonato Sul-Americano de Futebol de 1963, além de ter jogado a edição de 1967. Como técnico, treinou a Bolívia nas edições de 1979, 1991 e 2004.

## Carreira de técnico
Encerrada a carreira de jogador, Blacut estreou como técnico de futebol em 1979, comandando o Bolívar. No mesmo ano, foi escolhido para treinar a Seleção Boliviana de Futebol, em paralelo com suas funções no The Strongest. Foi no Bolívar que Blacut exerceu o comando técnico por mais oportunidades: quatro (1979, 1983, 1988-89 e 1995), juntamente com o Blooming (1982, 1985-86, 1990 e 1992).
Além das equipes citadas e da Seleção Boliviana (treinou em 3 oportunidades: 1979-81, 1991-92 e 2004), comandaria outras dez agremiações: The Strongest (1980-81), Chaco Petrolero (1984), Deportivo Litoral (1987) Guabirá (1997), Jorge Wilstermann (1998), Real Santa Cruz (1999), Aucas (1999-2000), El Nacional (2001-03), Deportivo Cuenca e  Oriente Petrolero.

## Morte
Blacut morreu em 12 de agosto de 2024, aos oitenta anos.